# Fortschritt E 514
Der Mähdrescher Fortschritt E 514 ist eine von 1982 bis 1990 gebaute selbstfahrende Erntemaschine zum Dreschen von Getreide, Ölsaaten, Hülsenfrüchten und Mais. Er ist der Nachfolger des Fortschritt E 512 und wurde wie dieser beim VEB Kombinat Fortschritt Landmaschinen gefertigt. Die Nachfolger des E 514 sind der Mähdrescher E 524, sowie die modernisierten Nachwendemodelle MDW Erntemeister 514, MDW Erntemeister 515 und MDW Erntemeister 521.

## Technik

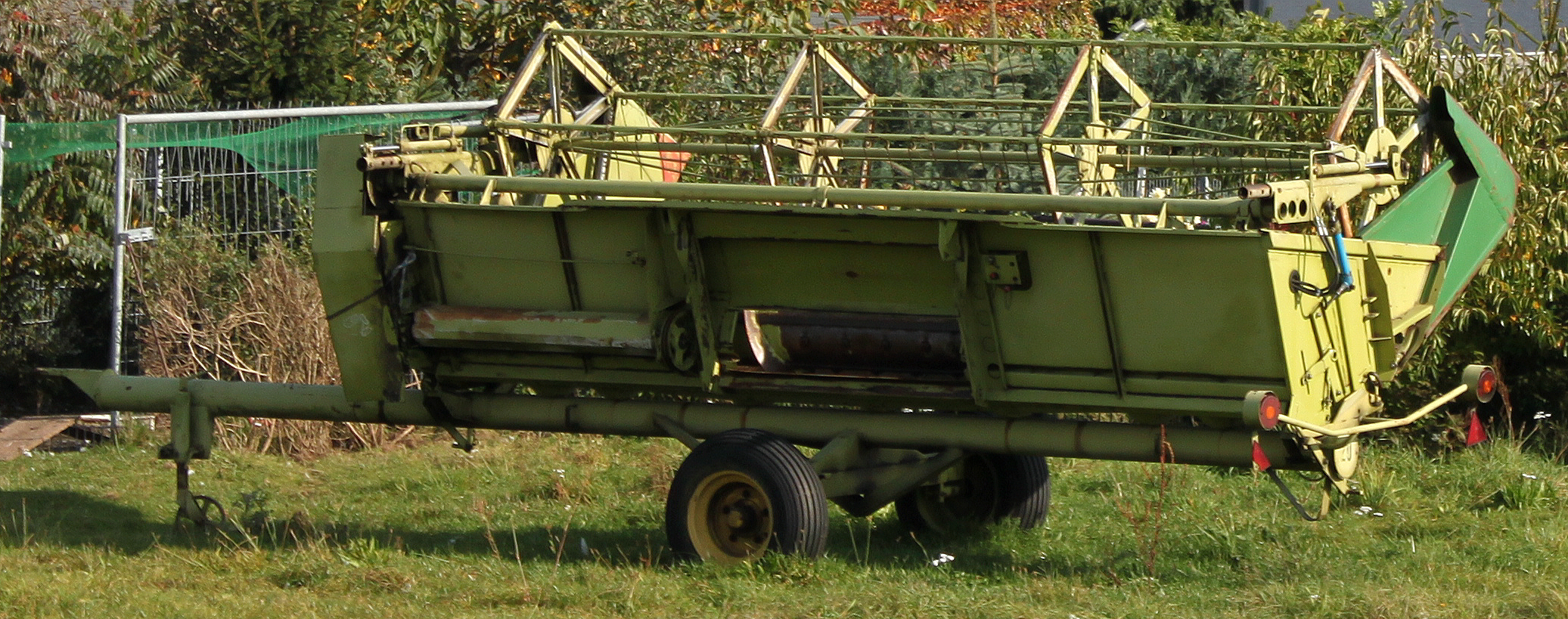
Schneidwerk auf Schneidwerkswagen

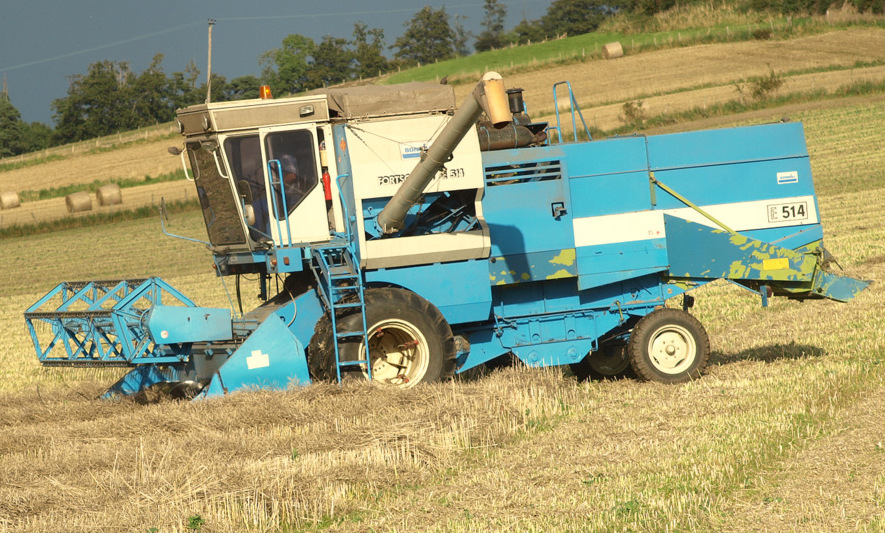
Fortschritt E 514 in blauer Lackierung

Den selbstfahrenden Mähdrescher gibt es mit Schnittwerksbreiten von 3,60 m, 4,20 m, 4,80 m und 5,70 m. Die Schnitthöhe kann hydraulisch zwischen 70 und 1.200 mm eingestellt werden, Das Schneidwerk wird mit zwei Druckfedern entlastet. Die Haspel mit Federzinken ist fünfteilig und kann hydraulisch seiten- und höhenverstellt werden. Die Drehzahl der Haspel kann mechanisch zwischen 16 min−1 und 54 min−1 eingestellt werden. Für den Straßentransport kann das Schneidwerk auf einem Schneidwerkswagen transportiert werden, der vom Drescher gezogen wird.
Die Dreschtrommel mit acht Schlagleisten hat eine Breite von 1.278 mm und einen Durchmesser von 600 mm. Die Drehzahl der Dreschtrommel kann vom Fahrerstand aus variabel zwischen 603 min−1 und 1.300 min−1 eingestellt werden, mit Zusatzgetriebe zwischen 296 min−1 und 1.300 min−1. Der Dreschkorb hat einen Umschlingungswinkel von 115° und hat 14 Korbleisten, die Gesamtfläche des Dreschkorbes beträgt 0,81 m². Er hat eine Momentverstellung, die Entgrannerklappen können von außen verstellt werden. Die Restkornabscheidung erfolgt mit vier Hordenschüttlern, die vier Fallstufen haben, die Schüttlerfläche beträgt 5,2 m², die Restkornabscheidegesamtfläche beträgt 6,45 m². Die Momentverstellung ist der variable Abstand zwischen Dreschtrommel und Dreschkorb.
Gereinigt wird mit einem Druckwindgebläse, das stufenlos zwischen 242 min−1 und 775 min−1 reguliert werden kann. Das Obersieb ist ein Klappensieb mit 1,85 m² Siebfläche. Das Untersieb ist ein auswechselbares Lochsieb mit 1,17 m² Siebfläche. Das Korn wird mit dem Elevator zum Korntank auf dem Dach des Dreschers befördert, der 36 hl fasst. Es kann vom Korntank mit einem Abtankrohr in einen Anhänger transportiert werden.
Der Fortschritt E 514 hat einen mechanischen Fahrantrieb und ein Dreiganggetriebe mit Rückwärtsgang. Die Fahrgeschwindigkeit kann innerhalb der einzelnen Gänge stufenlos mittels Variator gewählt werden. Die Kraft wird vom Motor mit einer Zweischeibentrockenkupplung auf das Getriebe übertragen. Angetrieben werden nur die Vorderräder. Als Motor kommt der Reihenvierzylindersaugdieselmotor IFA 4 VD 14,5/12-1 SRW zum Einsatz, der aus 6,65 l eine Leistung von 85 kW bei 2000 min−1 schöpft.
Den E 514 gibt es sowohl mit vollwertigem Fahrerhaus als auch mit einfachem Führerstand ohne Kabine. Beide Varianten haben eine vollhydraulisch betätigte Lenkung der Hinterräder. Darüber hinaus hat er einen Bordcomputer, mit dem die Auslastung optimiert werden kann.
Der Mähdrescher E 514 wurde für seine Gestaltung (Design Rüdiger Laleike, Erhard Noack, Gunter Schober) im Frühjahr 1982 anlässlich der Leipziger Messe mit dem Preis Gutes Design ausgezeichnet.